# Asmate aurearia
Asmate aurearia là một loài bướm đêm trong họ Geometridae.